# Soni Malaj
Sonja Malaj, nota anche come Soni Malaj (Tropojë, 23 ottobre 1981), è una cantante albanese.

## Biografia
Nata a Tropojë, nella prefettura di Kukës, scoprì in tenera età la sua passione per la musica, prendendo parte a delle competizioni giovanili della città natale. All'età di 9 anni si trasferì con la famiglia a Tirana e qui si laureò all'Università di Lingue Straniere in francese.

### Con le Spirit Voice
Negli anni successivi partecipò ad alcuni casting, attirando l'attenzione dei produttori discografici ed entrando a far parte del gruppo Spirit Voice, composto da: Angjelina Gilardi, Larisa Vrana e Dorina Nizami. Nel 1997 il gruppo prese parte al Këngët e Stinës, con Lag e ter e al Festivali i Këngës con Mbi mesdhe, ottenendo un discreto successo a livello nazionale.
Nel 1998 Larisa Vrana lasciò il gruppo e fu sostituita da Elia Zaharia e le quattro continuarono a macinare successi in Albania, anche dopo l'abbandono di Angjelina Gilardi nel 1999. Il gruppo negli anni successivi si presentò anche al Kënga Magjike (nel 1999 e nel 2001) e al Festivali i Këngës (nel 1999 e nel 2000).
La band si sciolse nel 2000 con il trasferimento di Dorina negli Stati Uniti e di Elia a Parigi, con la promessa che il gruppo si sarebbe riunito nel futuro.

### Carriera da solista
Dopo lo scioglimento, Soni fu l'unica a rimanere in Albania e intraprese una carriera da solista. Continuando con l'etichetta discografica del gruppo, vinse il premio come miglior artista femminile nel Top Fest del 2004 con Larg natës e vinse anche altri premi al Kënga Magjike e in diversi altri festival musicali albanesi.
Nel 2005 presentò il Festivali i Këngës con Drini Zeqo, e nello stesso anno prese parte alla versione albanese di Ballando con le stelle.
Nel 2007 alcuni giornali riportarono che il brano vincitore dell'Eurovision Song Contest, Molitva di Marija Šerifović, fosse un plagio di un singolo di Soni, Ndarja.
Il suo ritorno al FiK avvenne nel 2018, partecipando con il singolo Më e fortë, tra i favoriti per rappresentare l'Albania all'Eurovision Song Contest 2019, classificandosi 5ª.

## Discografia

### Album
- 2005 - E vogëla
- 2006 - Mesdhe
- 2010 - Unik

### Singoli
- 2004 - Larg natës
- 2006 - Ndarja
- 2012 - Te dua ty
- 2014 - Me të jeton
- 2018 - Më e fortë